# Cassican de Tagula
Cracticus louisiadensis
Espèce
Statut de conservation UICN

 NT B1ab(ii,iii,v)+2ab(ii,iii,v); C2a(ii) : Quasi menacé
Le cassican de Tagula (Cracticus louisiadensis) est une espèce d'oiseaux appartenant à la famille des Artamidae.

## Description
Le plumage est presque entièrement noir, avec des marques blanches sur les ailes et la couverture caudale. Les juvéniles sont semblables aux adultes mais plus ternes avec les plumes noires légèrement pâles.

## Répartition
Cette espèce est endémique de l'île Tagula dans l'archipel des Louisiades en Papouasie-Nouvelle-Guinée.

## Population
L'espèce est relativement commune. La population mondiale d'individus matures est estimée de 11 500 à 23 200.

## Sous-espèces
D'après la classification de référence (version 12.1, 2022) du Congrès ornithologique international, il n'existe aucune sous-espèce.

## Habitat
Cette espèce est présente à l'intérieur de la forêt intacte et à la lisière de la forêt adjacente, en particulier dans les grands arbres pour chanter avant l'aube pendant la saison de reproduction. Elle est absente des paysages fortement fragmentés dépourvus de couverture forestière contiguë, et absente à proximité de certaines grandes populations humaines.

Il se nourrit dans et à proximité des mangroves et de l'habitat secondaire lorsque ces habitats sont adjacents à une forêt contiguë. Elle évite généralement les plantations de sagoutiers, les petites parcelles forestières isolées ou les zones dépourvues de couvert.

Elle a été observée le plus fréquemment dans la couche de canopée et les couches de sous-étage.

## Alimentation
Elle se nourrit d'arthropodes et de fruits, y compris des espèces de ficus, et occasionnellement de petits vertébrés tels que de petits lézards.

## Reproduction
Elle niche à la fourche d'arbres émergents ou légèrement isolés des lisières forestières, comme en bordure d'une rivière.

## Menaces
Les forêts de Tagula subissent la pression croissante de l'agriculture de subsistance des populations humaines croissantes et la prospection commerciale de l'or. L'exploitation forestière a dégradé une partie de la forêt des basses terres de Tagula.

L'espèce évite les habitats fortement perturbés et préfère les forêts avec une canopée relativement intacte.

Le changement climatique et des phénomènes météorologiques plus extrêmes tels que les cyclones peuvent constituer une menace pour l'intégrité et les ressources forestières de cette espèce.

Le genre est connu pour être vulnérable aux maladies et aux parasites. La variole aviaire peut présenter un risque pour cette espèce.